# Давидоглу, Михаил
Михаил Давидоглу (рум. Mihail Davidoglu, при рождении Мойше Давидзон; 11 ноября 1910, Хырлэу (ныне жудец Яссы, Западная Молдавия, Румыния) — 17 августа 1987, Бухарест) — румынский драматург. Лауреат Государственной премии Румынии (1950, 1953). Пионер румынской послевоенной драмы.

## Биография
Родился в еврейской семье; его отец Мехл-Бер Давидзон (1876—?) был торговцем, мать Хая-Ривка (Клара) Кохен (1874 — после 1950) — домохозяйкой, из семьи трактирщика. После окончания в 1932 году литературно-философского факультета Бухарестского университета, учительствовал до 1941 года.
Член РКП. В 1945—1948 годах работал в Министерстве науки и искусств. Был председателем комитета по культуре в Совете Бухареста, занимал различные должности в Союзе писателей СРР.

## Творчество
Драматургическую деятельность начал в 1936 году («Смирненский моряк»). Представитель соцреализма.
В 1956 году он вместе с писателем Александру Жаром и литературным критиком Ионом Витнером (1914—1991) подвергся критике со стороны видного идеолога компартии Мирона Константинеску за «интеллектуально-либеральные тенденции» в творчестве и «буржуазный идеализм».
Наиболее значительные драматургические произведения М. Давидоглу
- «Человек из Чеатала» (1947),
- «Шахтёры» (1948, премия им. И. Л. Караджале Румынской академии, 1949),
- «Огненная крепость» (1950, Государственная премия СРР, 1951),
- «Город в огнях» (1951),
- «Почётная вахта» (1953)

Большая часть его драм вдохновлена жизнью рабочего класса Румынии. Основная тема произведений — актуальные проблемы современности, жизнь румынских рабочих.
М. Давидоглу написал также историческую драму «Хория» (1957), пьесы «Неслыханная буря» (1957), «Великан поля» (1958).

## Награды
- Премия им. И. Л. Караджале Румынской академии(1949)
- Государственная премия Румынии (1950, 1953)
- Премия Бухарестской Академии писателей (1983)